# Gorelyj
Gorelyj (rusky Горелый) je název vulkanického komplexu sestávajícího z 9 × 13,5 km široké kaldery a pěti překrývajících se stratovulkánů, nacházející se v jižní části poloostrova Kamčatka, asi 20 km severozápadně od komplexu Mutnovskaja. Komplex křižují tři riftové zóny a celkový počet kráterů přesahuje 40. Několik kráterů je zalito vodou se zvýšeným pH.
Kaldera vznikla přibližně před 38 až 40 000 lety během mohutné erupce, při které se uvolnilo asi 100 km³ tefry. Pozdější erupce komplexu by se daly charakterizovat jako středně silné freatické erupce. Poslední začala v létě roku 1984 a skončila začátkem podzimu 1986.